# Лубо, Владимир Казимирович
Лубо Владимир Казимирович (7 (19) мая 1874, г. Вольск, Саратовская обл. — 18 декабря, 1945, Ленинград) —советский военно-морской хирург, генерал-лейтенант медицинской службы, доктор медицины. Заслуженный врач РСФСР.

## Биография
В 1893 году поступил в Военно-медицинскую академию, которую окончил в 1898, после проходил курсы в Институте усовершенствования врачей до 1902 года. С 1898 года получил должность младшего врача 1-го Балтийского флотского экипажа, затем ординатора терапевтической ВМА. В Саратовской губернии в 1901-1902 годах был начальником отряда по борьбе с эпидемиями цинги и тифа. На службу поступил в 1903 году. В период с 1904 по 1909 года участвовал во внутренних и заграничных плаваниях в качестве судового врача в составе экипажа кораблей «Князь Пожарский», «Вестник», «Верный», «Адмирал Макаров». За оказание хирургической помощи пострадавшим после землетрясения в 1908 году в Италии был награжден итальянским и французским орденами.
В 1938 году занял пост начальника отделения Ленинградского ВМГ.  После начала Великой Отечественной войны в 1942 году получил должность начальника кировского медицинского отделения клинического госпиталя  ВММА, а 1944 года — консультант-хирург 1-го госпиталя КБФ.
7 ноября 1924 года решением Реввоенсоветом МСБМ был удостоен звания Героя Труда.
Похоронен на Волковском лютеранском кладбище.

## Награды
- Орден Ленина (1945)
- Орден Красного Знамени (1942, 1944)
- Орден Красной Звезды (1938)
- Медаль «За оборону Ленинграда» (1943)